# Nannoniscus affinis
Nannoniscus affinis är en kräftdjursart som beskrevs av Hansen 1916. Nannoniscus affinis ingår i släktet Nannoniscus och familjen Nannoniscidae. Inga underarter finns listade i Catalogue of Life.